# هواپیمای ماژولار

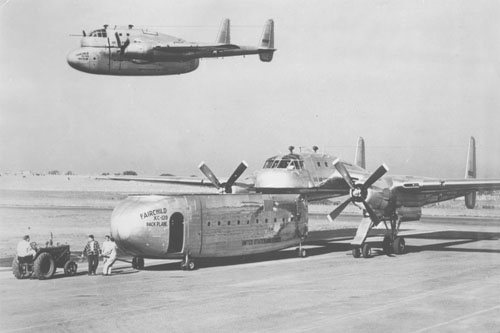
تصویر ترکیبی از تنها ایکس‌سی-۱۲۰ روی زمین و در حال پرواز

هواپیمای مدولار(به انگلیسی: Modular aircraft) یک اصل طراحی برای هواپیمایی است که بخش حمل بار را می‌توان به‌طور معمول از بقیه هواپیما جدا کرد و دوباره به آن وصل کرد. می‌توان عملکرد آن را با تریلی‌های حمل کانتینر مقایسه کرد.
یکی از مزیت‌های هواپیما با چنین پیکربندی این است که فرآیندهای بارگیری و تخلیه را می‌توان تا حد زیادی تسریع کرد. به جای خالی کردن یک هواپیما از محموله آن و سپس بارگیری مجدد، کل محموله را می‌توان به عنوان یک بخش واحد تعویض کرد. این رویکرد همچنین به هواپیما اجازه می‌دهد تا به سرعت بین پیکربندی‌های مختلف تغییر کند، مانند حمل محموله‌ها، مسافران یا محموله‌های تجهیزات تخصصی. این هواپیما را می‌توان به دو بخش اصلی تقسیم کرد: جزء پروازی که از بدنه هواپیما، کابین خلبان و موتورها تشکیل شده‌است. و غلاف‌های جداشدنی، که شامل کانتینر یا محفظه بار می‌شود. اجزای پرنده و کپسول‌های منفرد را می‌توان از یکدیگر جدا کرد و به روش‌های مختلف ترکیب کرد. چندین هواپیمای آزمایشی برای آزمایش این مفهوم پرواز کرده‌اند، اما این رویکرد ماژولار در بهترین حالت تا به امروز در استفاده محدود باقی مانده‌است.

## همچنین ببینید
- فیرچایلد ایکس‌سی-۱۲۰ پک‌پلین (۱۹۵۰)، یک نمونه اولیهکه تولید شده و پرواز کرد
- سیکورسکی سی‌اچ-۵۴ تارهه (۱۹۶۲)، یک جرثقیل-هلیکوپتر سنگین، که همچنین با غلاف‌های حمل بار قابل تعویض نیز استفاده می‌شود.
- کاموف-۲۶ (۱۹۶۵)، یک هلیکوپتر سبک پیستونی با یک غلاف ماژولار، که با بالگرد تک توربین کاموف-۱۲۶ (۱۹۸۸) و دو توربین کاموف-۲۲۶ (۱۹۹۷) جایگزین شد.

### کتابشناسی - فهرست کتب
- Harding, Stephen (1990). U.S. Army Aircraft since 1947. Shrewsbury, UK: Airlife. ISBN 1-85310-102-8.
- Taylor, John W. R. Jane's All The World's Aircraft 1982–83. London:Jane's Yearbooks, 1982. شابک ‎۰-۷۱۰۶-۰۷۴۸-۲.